# بياتريس تشيس
بياتريس تشيس (بالإنجليزية: Beatrice Chase)‏ (5 يوليو 1874، حي هرو لندن في المملكة المتحدة - 3 يوليو 1955)؛ كاتِبة ومؤلِّفة وروائية بريطانية.